# Fuggerhuis (Donauwörth)

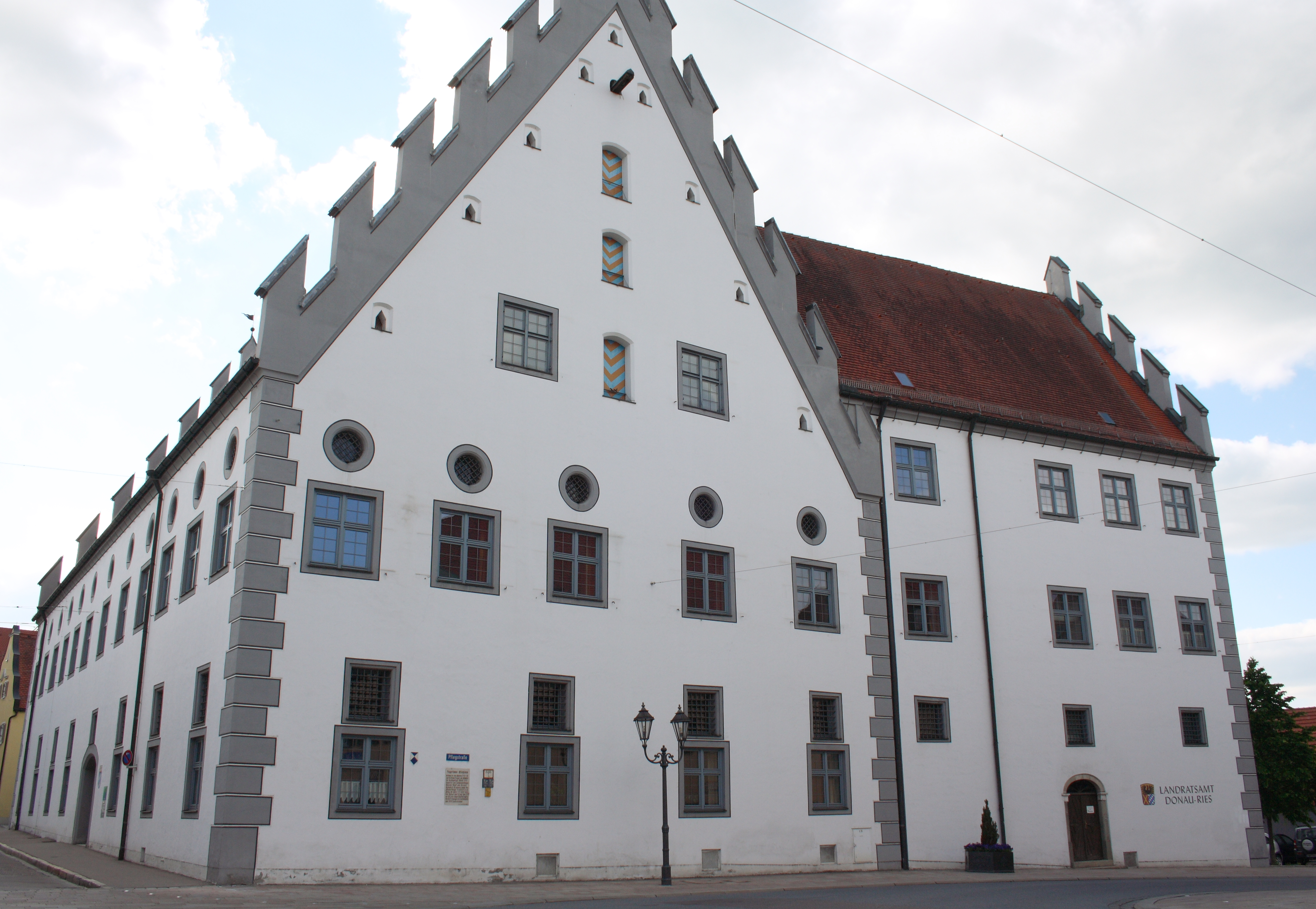
Fuggerhuis (Donauwörth)

Het Fuggerhuis (Duits:Fuggerhaus) is een voormalig stadspaleis of koopmanshuis/herenhuis van het bankiers- en koopmansgeslacht Fugger in het Beiers-Zwabische Donauwörth. Anton Fugger kocht het herenhuis in 1536. Hij liet het herenhuis in 1537 in renaissancestijl verbouwen door bouwmeester Quirin Knoll. Het gebouw heeft een kenmerkende puntgevel. Op de begane grond van het twee verdiepingen tellende gebouw bevindt zich een gewelfde hal met een bijzonder trappenhuis. Delen van het historische renaissance-interieur bevinden zich tegenwoordig in het Beiers Nationaal Museum in München. Het gebouw is gelegen op de hoek van de  Heilig-Kreuzstraße 1 en Pflegstraße 2 in het centrum van de stad. Het gebouw liep schade op tijdens de Tweede Wereldoorlog in 1945. Het gebouw wordt al lange tijd gebruikt als districtshuis (Landratsamt) van het (district) Landkreis Donau-Ries.